# Guenroc
Guenroc (bretonisch: Gwenroc’h) ist eine französische Gemeinde mit 217 Einwohnern (Stand 1. Januar 2022) im Département Côtes-d’Armor in der Region Bretagne. Sie gehört zum Arrondissement Dinan und zum Kanton Broons. Die Bewohner nennen sich Guenrocois(es).

## Geografie
Guenroc liegt etwa 37 Kilometer nordwestlich von Rennes im Osten des Départements Côtes-d’Armor. An der südlichen Gemeindegrenze verläuft der Fluss Rance als Stausee der Barrage de Rophemel. Ganz im Südwesten mündet der Frémeur in die Rance.

## Geschichte
Mehrere Funde aus keltischer und gallo-römischer Zeit belegen eine frühe Besiedlung. Im Mittelalter gab es mehrere Lehensherren. Die erste Adelsfamilie waren die Herren von Guenroc, Die Gemeinde gehörte von 1793 bis 1801 zum District Dinan. Seit 1801 ist Guenroc Teil des Arrondissements Dinan. Eine erste namentliche Erwähnung von Guenroc fand sich während einer amtlichen Untersuchung über Rechtsansprüche im Jahr 1286.

## Bevölkerungsentwicklung
| Jahr                       | 1962 | 1968 | 1975 | 1982 | 1990 | 1999 | 2006 | 2019 |
| Einwohner                  | 268  | 249  | 193  | 185  | 176  | 195  | 183  | 217  |
| Quellen: Cassini und INSEE |      |      |      |      |      |      |      |      |

Die zunehmende Mechanisierung der Landwirtschaft und die hohe Anzahl Gefallener des Ersten Weltkriegs führten zu einem Absinken der Einwohnerzahlen bis auf die Tiefststände in neuerer Zeit.

## Sehenswürdigkeiten
- Kirche Saint-Gervais et Saint-Protais (erbaut 1465 oder 1475, im 18. Jahrhundert restauriert)
- Kreuz von Le Defas (auch Les Défas/Dol/Beaumelin) aus dem 17. Jahrhundert
- mehrere Herrenhäuser: Cariou (erbaut 1634), Giguais (15./16. Jahrhundert), Lattay und Launay ou L’Aulnaie
- ehemaliges Pfarrhaus
- ältere Häuser im Dorfzentrum und in Giguais
- Dorfbrunnen Saint Jarnoüen
- Markt-/Fabrikhallen aus dem Jahr 1649
- Denkmal für die Gefallenen[1]
- der Quarzfelsen Le Roc Blanc mit dem Kreuz

Quelle:

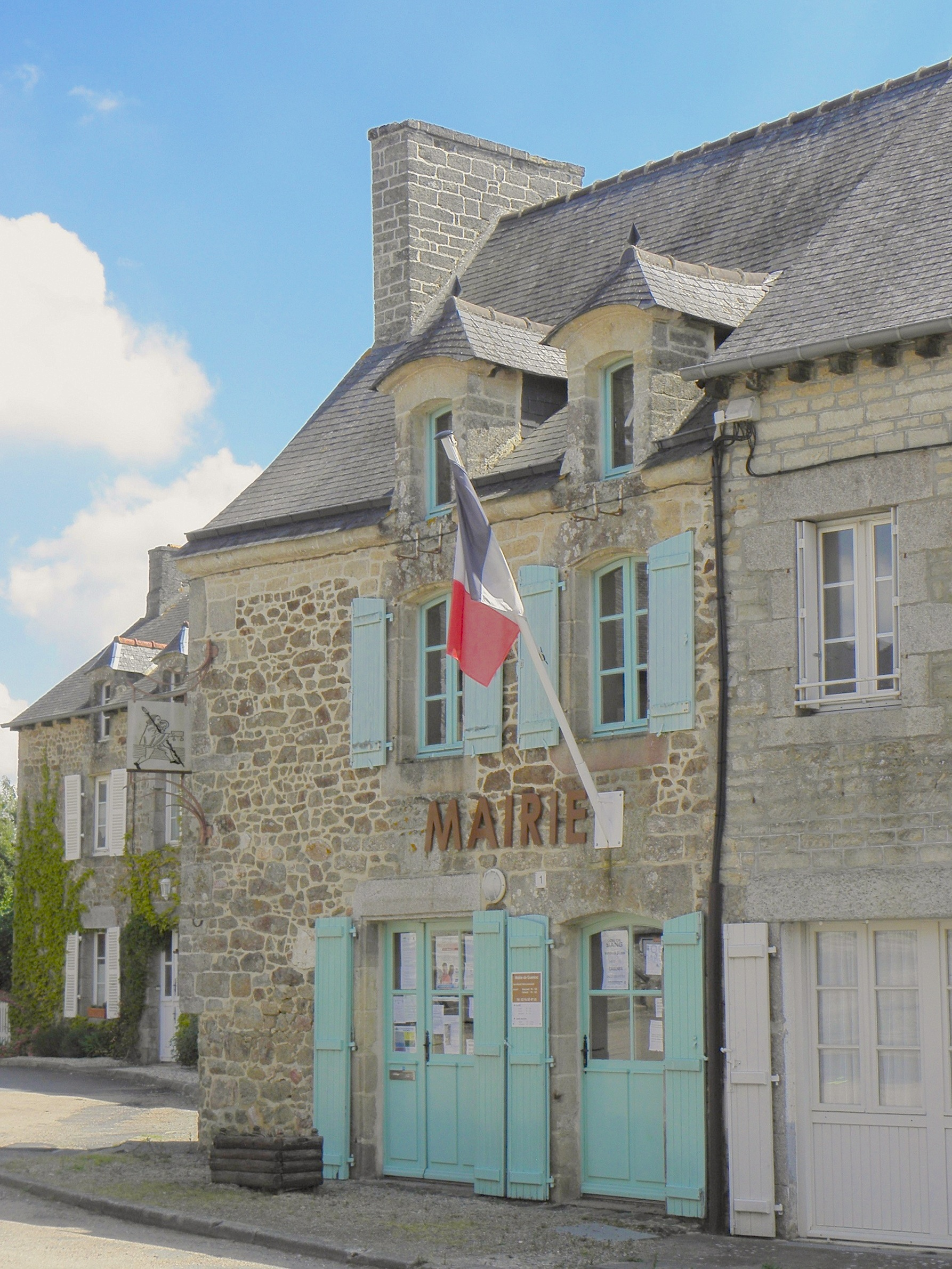
Rathaus (Mairie) von Guenroc
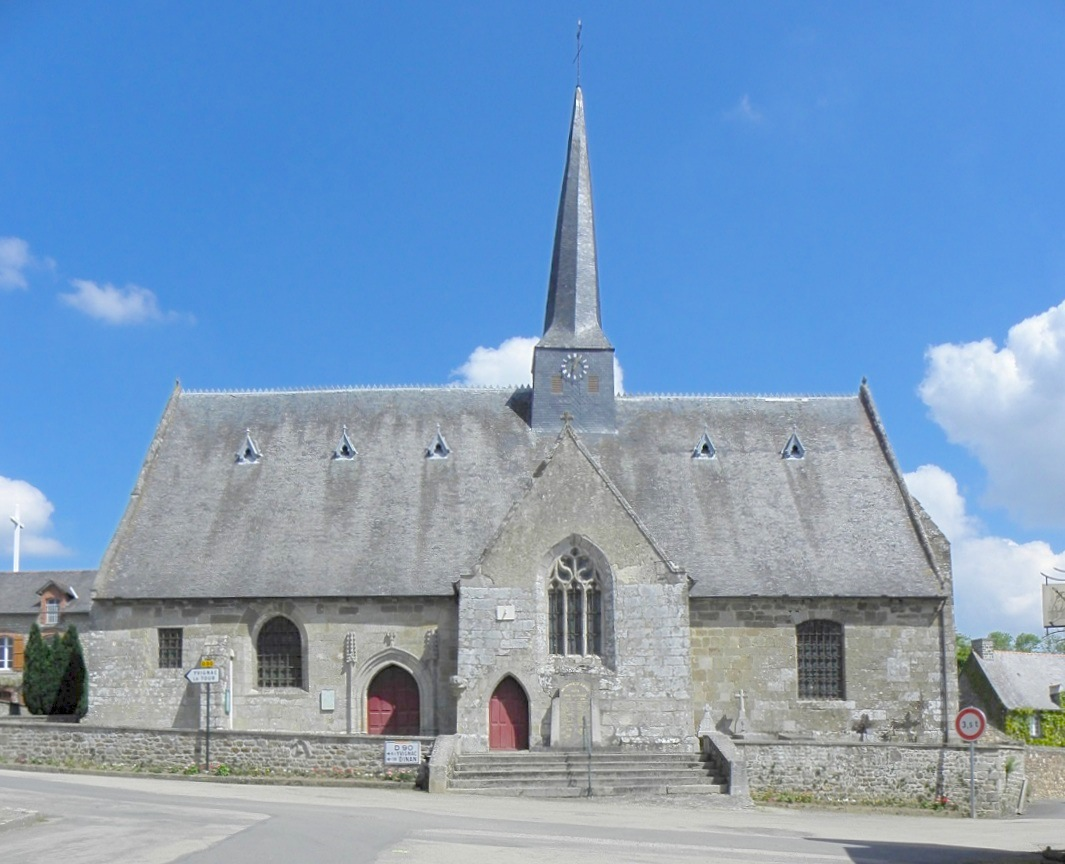
Dorfkirche von Guenroc
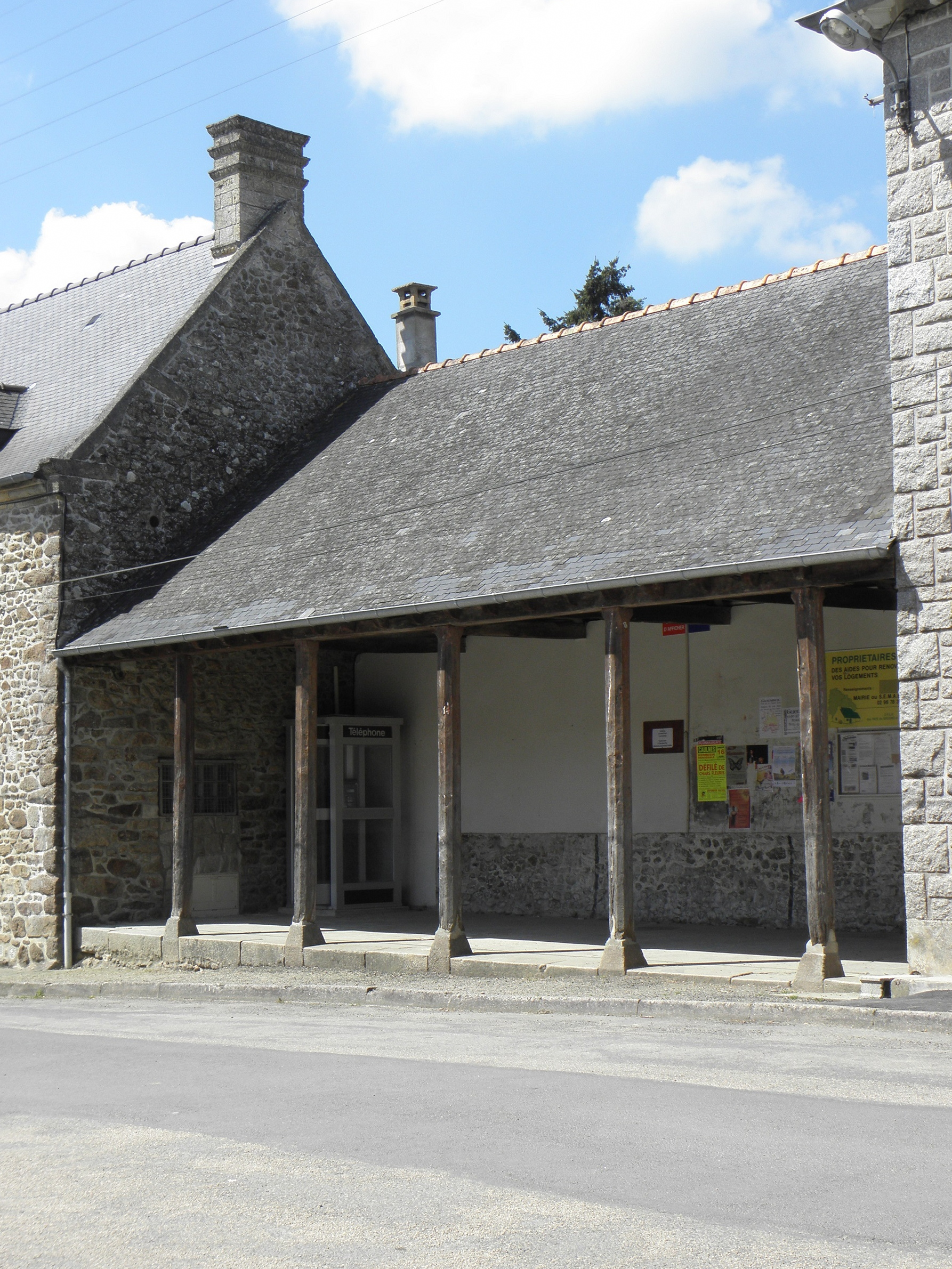
Markthalle von Guenroc
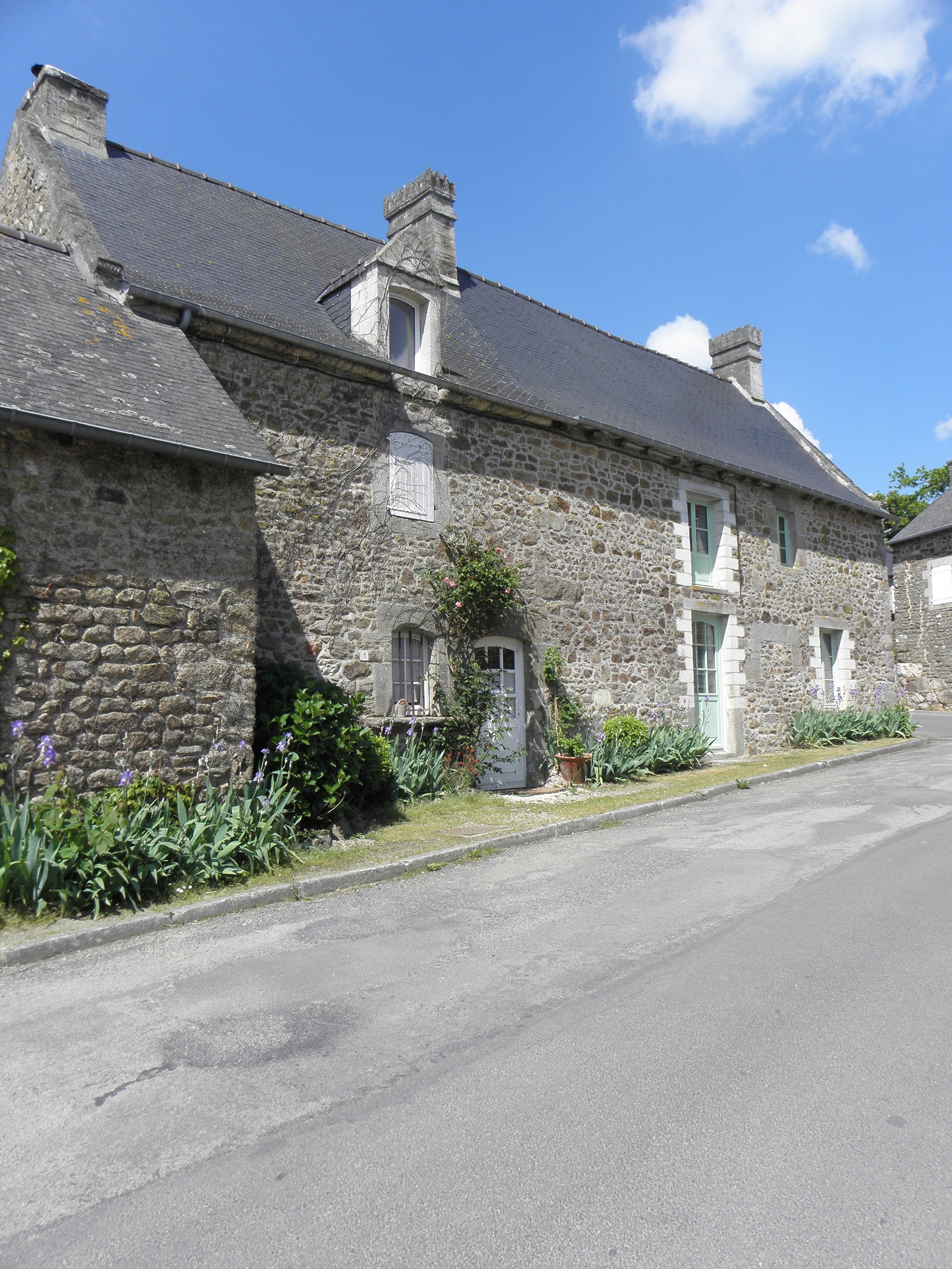
Altes Haus in Guenroc
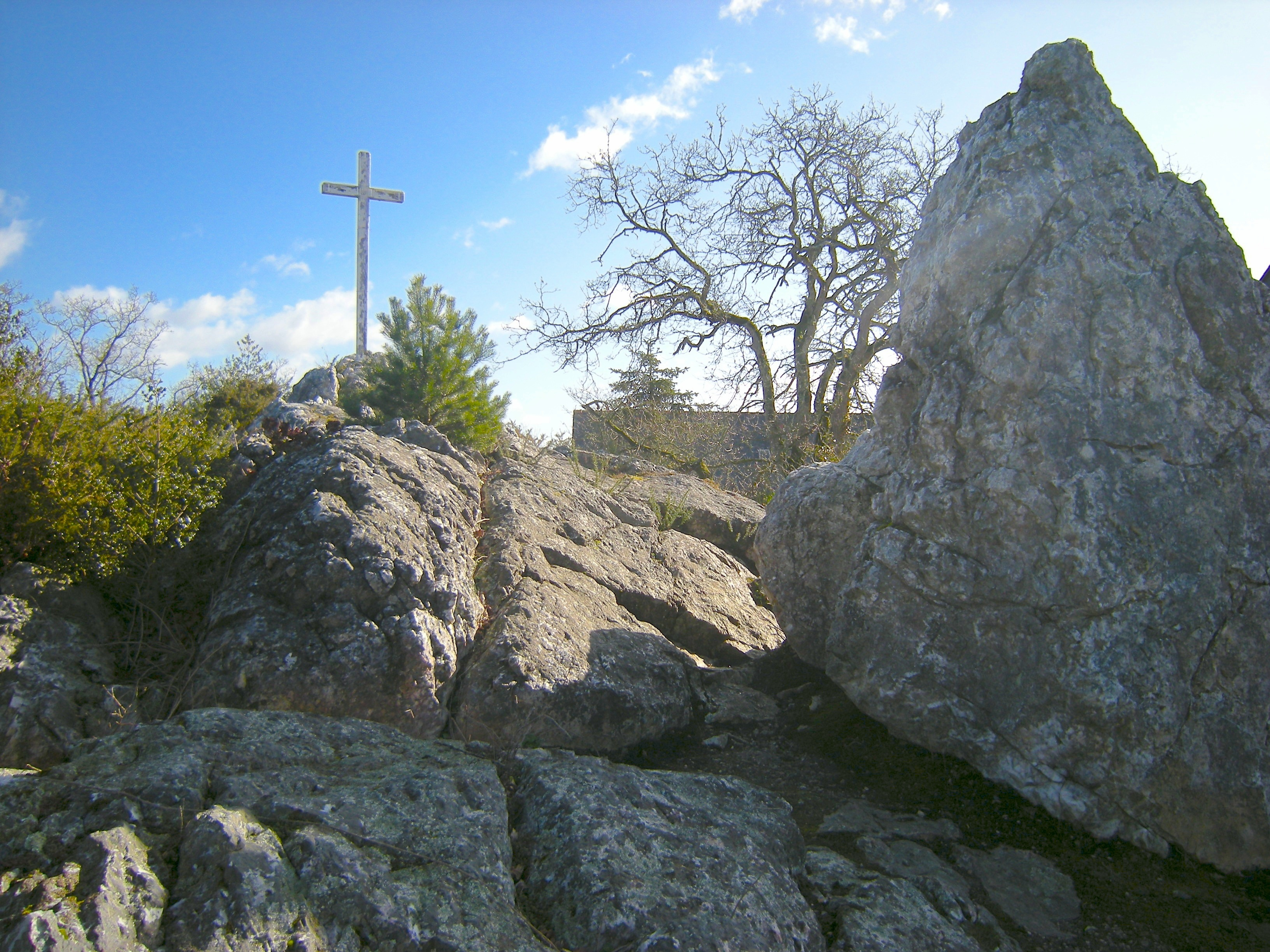
Quarzstein Le Roc Blanc mit Kreuz